# Shanghai Haigang Zuqiu Julebu 2023
Questa voce raccoglie le informazioni riguardanti lo Shanghai Port nelle competizioni ufficiali della stagione 2023.

## Maglie e sponsor
Lo sponsor tecnico per la stagione 2023 si riconferma la Nike mentre quello ufficiale rimane lo Shanghai Automotive Industry Corporation, a cui viene aggiunto sul petto Morris Garages in AFC Champions League. Sulla schiena e sulle maniche non vengono applicati sponsor nella coppa internazionale, mentre in campionato viene usato lo sponsor Roewe.
| Casa | Trasferta |

## Rosa
| N. |                    | Ruolo | Calciatore       |
| -- | ------------------ | ----- | ---------------- |
| 1  | Cina (bandiera)    | P     | Yan Junling      |
| 2  | Cina (bandiera)    | D     | Li Ang           |
| 3  | Cina (bandiera)    | D     | Tyias Browning   |
| 4  | Cina (bandiera)    | D     | Wang Shenchao    |
| 5  | Cina (bandiera)    | D     | Zhang Linpeng    |
| 6  | Cina (bandiera)    | C     | Cai Huikang      |
| 7  | Cina (bandiera)    | A     | Wu Lei           |
| 8  | Brasile (bandiera) | C     | Oscar (capitano) |
| 10 | Austria (bandiera) | A     | Markus Pink      |
| 11 | Cina (bandiera)    | A     | Lü Wenjun        |
| 12 | Cina (bandiera)    | P     | Chen Wei         |
| 13 | Cina (bandiera)    | D     | Wei Zhen         |
| 14 | Cina (bandiera)    | A     | Li Shenglong     |
| 15 | Cina (bandiera)    | D     | Li Shenyuan      |
| 16 | Cina (bandiera)    | C     | Xu Xin           |
| 17 | Cina (bandiera)    | A     | Chen Binbin      |
| 18 | Angola (bandiera)  | A     | Lucas João       |

| N. |                         | Ruolo | Calciatore               |
| -- | ----------------------- | ----- | ------------------------ |
| 20 | Cina (bandiera)         | C     | Yang Shiyuan             |
| 21 | Cina (bandiera)         | D     | Yu Hai                   |
| 22 | Cina (bandiera)         | P     | Du Jia                   |
| 24 | Argentina (bandiera)    | A     | Matias Vargas            |
| 25 | Cina (bandiera)         | C     | Murehemaitijiang Mozhapa |
| 29 | Cina (bandiera)         | C     | Zhang Huachen            |
| 31 | Cina (bandiera)         | P     | Xi Anjie                 |
| 32 | Cina (bandiera)         | D     | Li Shuai                 |
| 33 | Cina (bandiera)         | A     | Liu Zhurun               |
| 34 | Sierra Leone (bandiera) | A     | Issa Kallon              |
| 36 | Cina (bandiera)         | C     | Ablahan Haliq            |
| 41 | Cina (bandiera)         | P     | Liang Kun                |
| 42 | Cina (bandiera)         | D     | Xiang Rongjun            |
| 43 | Cina (bandiera)         | D     | Wang Yiwei               |
| 44 | Cina (bandiera)         | D     | Lü Kun                   |
| 46 | Cina (bandiera)         | A     | Liu Xiaolong             |

## Calciomercato

### Sessione invernale
| Acquisti         | Acquisti      | Acquisti           | Acquisti               |
| R.               | Nome          | da                 | Modalità               |
| ---------------- | ------------- | ------------------ | ---------------------- |
| D                | He Guan       | Changchun Yatai    | fine prestito          |
| A                | Markus Pink   | Austria Klagenfurt | definitivo (200.000 €) |
| A                | Chen Binbin   | Kataller Toyama    | fine prestito          |
| Altre operazioni |               |                    |                        |
| R.               | Nome          | da                 | Modalità               |
| P                | Guo Tong      | Jinan Xingzhou     | fine prestito          |
| D                | Yu Rui        | Kunshan            | fine prestito          |
| D                | Fu Huan       | Kunshan            | fine prestito          |
| D                | Zhang Wei     | Tianjin Jinmen Hu  | fine prestito          |
| A                | Ren Lihao     | Jinan Xingzhou     | fine prestito          |
| A                | Lei Wenjie    | Nantong Zhiyun     | fine prestito          |
| A                | Huang Zhenfei | Nanjing Chengshi   | fine prestito          |

| Cessioni         | Cessioni      | Cessioni               | Cessioni   |
| R.               | Nome          | a                      | Modalità   |
| ---------------- | ------------- | ---------------------- | ---------- |
| A                | Cherif Ndiaye | Adana Demirspor        | prestito   |
| A                | Chen Chunxin  | Qingdao Hainiu         | svincolato |
| A                | Liu Baiyang   | Guangxi Pingguo Haliao | prestito   |
| Altre Operazioni |               |                        |            |
| R.               | Nome          | a                      | Modalità   |
| P                | Guo Tong      | Nantong Zhiyun         | svincolato |
| D                | Yu Rui        | Shenzhen Xin Pengcheng | svincolato |
| D                | Zhang Wei     | Qingdao Hainiu         | prestito   |
| D                | Fu Huan       | Nanjing Chengshi       | prestito   |
| A                | Ren Lihao     |                        | svincolato |
| A                | Lei Wenjie    | Qingdao Qingchundao    | prestito   |
| A                | Huang Zhenfei | Nanjing Chengshi       | svincolato |

### Sessione estiva
| Acquisti         | Acquisti      | Acquisti        | Acquisti      |
| R.               | Nome          | da              | Modalità      |
| ---------------- | ------------- | --------------- | ------------- |
| A                | Lucas João    | Reading         | svincolato    |
| Altre operazioni |               |                 |               |
| R.               | Nome          | da              | Modalità      |
| A                | Cherif Ndiaye | Adana Demirspor | fine prestito |

| Cessioni         | Cessioni      | Cessioni        | Cessioni             |
| R.               | Nome          | a               | Modalità             |
| ---------------- | ------------- | --------------- | -------------------- |
| D                | He Guan       | Wuhan San Zhen  | prestito (63.000 €)  |
| C                | Paulinho      | Al-Bataeh       | definitivo (3 mln €) |
| A                | Feng Jin      | Qingdao Hainiu  | prestito             |
| Altre operazioni |               |                 |                      |
| R.               | Nome          | a               | Modalità             |
| A                | Cherif Ndiaye | Adana Demirspor | definitivo           |

## Risultati

### Chinese Super League

#### Girone di andata
| Arbitro: | Zhang Lei |

|  |           |                  |
|  | Marcatori | 64’ 80’ Paulinho |

| Arbitro: | Dai Yige |

|                                               |           |                                        |
| Tyias Browning 24’ Markus Pink 56’ Wu Lei 87’ | Marcatori | 62’ Jiang Zhipeng 84’ Frank Acheampong |

| Arbitro: | Ahmet Memetjan |

|  |           |            |
|  | Marcatori | 45’ Wu Lei |

| Arbitro: | Li Haixin |

|            |           |                |
| Wu Lei 28’ | Marcatori | 69’ Yu Hanchao |

| Tientsin 15 aprile 2023, ore 19:35 UTC+8 5ª giornata | Tianjin Jinmen Hu | 0 – 0 | Shanghai Haigang | Tianjin Olympic Center Stadium (30 575 spett.)\| Arbitro: \| Zhang Long \| |
| Arbitro:                                             | Zhang Long        |       |                  |                                                                            |

| Arbitro: | Dai Yige |

|                                               |           |                                        |
| Tyias Browning 24’ Markus Pink 56’ Wu Lei 87’ | Marcatori | 62’ Jiang Zhipeng 84’ Frank Acheampong |

| Arbitro: | Ahmet Memetjan |

|  |           |            |
|  | Marcatori | 45’ Wu Lei |

| Arbitro: | Li Haixin |

|            |           |                |
| Wu Lei 28’ | Marcatori | 69’ Yu Hanchao |

| Arbitro: | Zhang Lei |

|  |           |                  |
|  | Marcatori | 64’ 80’ Paulinho |

| Arbitro: | Dai Yige |

|                                               |           |                                        |
| Tyias Browning 24’ Markus Pink 56’ Wu Lei 87’ | Marcatori | 62’ Jiang Zhipeng 84’ Frank Acheampong |

| Arbitro: | Ahmet Memetjan |

|  |           |            |
|  | Marcatori | 45’ Wu Lei |

| Arbitro: | Li Haixin |

|            |           |                |
| Wu Lei 28’ | Marcatori | 69’ Yu Hanchao |

| Arbitro: | Zhang Lei |

|  |           |                  |
|  | Marcatori | 64’ 80’ Paulinho |

| Arbitro: | Dai Yige |

|                                               |           |                                        |
| Tyias Browning 24’ Markus Pink 56’ Wu Lei 87’ | Marcatori | 62’ Jiang Zhipeng 84’ Frank Acheampong |

| Arbitro: | Ahmet Memetjan |

|  |           |            |
|  | Marcatori | 45’ Wu Lei |

#### Girone di ritorno
| Arbitro: | Li Haixin |

|            |           |                |
| Wu Lei 28’ | Marcatori | 69’ Yu Hanchao |

| Arbitro: | Zhang Lei |

|  |           |                  |
|  | Marcatori | 64’ 80’ Paulinho |

| Arbitro: | Dai Yige |

|                                               |           |                                        |
| Tyias Browning 24’ Markus Pink 56’ Wu Lei 87’ | Marcatori | 62’ Jiang Zhipeng 84’ Frank Acheampong |

| Arbitro: | Ahmet Memetjan |

|  |           |            |
|  | Marcatori | 45’ Wu Lei |

| Arbitro: | Li Haixin |

|            |           |                |
| Wu Lei 28’ | Marcatori | 69’ Yu Hanchao |

| Arbitro: | Zhang Lei |

|  |           |                  |
|  | Marcatori | 64’ 80’ Paulinho |

| Arbitro: | Dai Yige |

|                                               |           |                                        |
| Tyias Browning 24’ Markus Pink 56’ Wu Lei 87’ | Marcatori | 62’ Jiang Zhipeng 84’ Frank Acheampong |

| Arbitro: | Ahmet Memetjan |

|  |           |            |
|  | Marcatori | 45’ Wu Lei |

| Arbitro: | Li Haixin |

|            |           |                |
| Wu Lei 28’ | Marcatori | 69’ Yu Hanchao |

| Arbitro: | Zhang Lei |

|  |           |                  |
|  | Marcatori | 64’ 80’ Paulinho |

| Shanghai 22 aprile 2023, ore 15:30 UTC+8 26ª giornata | Shanghai Haigang | – | Shenzhen | Cangzhou Stadium\| Arbitro: \| Dai Yige \| |
| Arbitro:                                              | Dai Yige         |   |          |                                            |

| Wuhan 26 aprile 2023, ore 17:30 UTC+8 27ª giornata | Cangzhou Xiongshi | – | Shanghai Haigang | Cangzhou Stadium\| Arbitro: \| Ahmet Memetjan \| |
| Arbitro:                                           | Ahmet Memetjan    |   |                  |                                                  |

| Shanghai 30 aprile 2023, ore 19:35 UTC+8 28ª giornata | Shanghai Haigang | – | Shanghai Shenhua | Stadio calcistico di Pudong\| Arbitro: \| Li Haixin \| |
| Arbitro:                                              | Li Haixin        |   |                  |                                                        |

| Wuhan 15 aprile 2023, ore 19:35 UTC+8 29ª giornata | Wuhan San Zhen | – | Shanghai Haigang | Stadio calcistico di Pudong\| Arbitro: \| Zhang Lei \| |
| Arbitro:                                           | Zhang Lei      |   |                  |                                                        |

| Shanghai 22 aprile 2023, ore 15:30 UTC+8 30ª giornata | Shanghai Haigang | – | Shenzhen | Cangzhou Stadium\| Arbitro: \| Dai Yige \| |
| Arbitro:                                              | Dai Yige         |   |          |                                            |

### Coppa della Cina

#### Terzo Turno
| Arbitro: | Wan Tao |

|                 |           |                                                |
| Wang Shijie 83’ | Marcatori | 50’ Markus Pink 77’ Lü Wenjun 86’ Li Shenglong |

#### Quarto Turno
| Arbitro: | Gu Chunhan |

|  |                      |  |
|  | Tiri di rigore 5 – 3 |  |

### AFC Champions League

#### Turni preliminari
| Arbitro: | Ammar Mahfoodh |

|                                              |           |                          |
| Murehemaitijiang Mozhapa 31’ Markus Pink 31’ | Marcatori | Igor Sergeev 12’ 26’ 61’ |

## Statistiche

### Statistiche di squadra
| Competizione         | Punti | In casa | In casa | In casa | In casa | In casa | In casa | In trasferta | In trasferta | In trasferta | In trasferta | In trasferta | In trasferta | Totale | Totale | Totale | Totale | Totale | Totale | DR  |
| Competizione         | Punti | G       | V       | N       | P       | Gf      | Gs      | G            | V            | N            | P            | Gf           | Gs           | G      | V      | N      | P      | Gf     | Gs     | DR  |
| -------------------- | ----- | ------- | ------- | ------- | ------- | ------- | ------- | ------------ | ------------ | ------------ | ------------ | ------------ | ------------ | ------ | ------ | ------ | ------ | ------ | ------ | --- |
| Super League         | 63    | 15      | 8       | 4       | 3       | 28      | 19      | 15           | 11           | 2            | 2            | 33           | 11           | 30     | 19     | 6      | 5      | 61     | 30     | +31 |
| Coppa di Cina        | -     | 0       | 0       | 0       | 0       | 0       | 0       | 2            | 1            | 1            | 0            | 3            | 1            | 2      | 1      | 1      | 0      | 3      | 1      | +2  |
| AFC Champions League | -     | 1       | 0       | 0       | 1       | 2       | 3       | 0            | 0            | 0            | 0            | 0            | 0            | 1      | 0      | 0      | 1      | 2      | 3      | -1  |
| Totale               | 63    | 16      | 8       | 4       | 4       | 30      | 22      | 17           | 12           | 3            | 2            | 36           | 12           | 33     | 20     | 7      | 6      | 66     | 34     | +32 |

### Statistiche dei giocatori
Sono in corsivo i calciatori che hanno lasciato la società a stagione in corso.
| Giocatore                | Super League | Super League | Super League | Super League | Coppa di Cina | Coppa di Cina | Coppa di Cina | Coppa di Cina | AFC Champions League | AFC Champions League | AFC Champions League | AFC Champions League | Totale   | Totale | Totale      | Totale     |
| Giocatore                | Presenze     | Reti         | Ammonizioni  | Espulsioni   | Presenze      | Reti          | Ammonizioni   | Espulsioni    | Presenze             | Reti                 | Ammonizioni          | Espulsioni           | Presenze | Reti   | Ammonizioni | Espulsioni |
| ------------------------ | ------------ | ------------ | ------------ | ------------ | ------------- | ------------- | ------------- | ------------- | -------------------- | -------------------- | -------------------- | -------------------- | -------- | ------ | ----------- | ---------- |
| Tyias Browning           | 24           | 1            | 4            | 2            | 1             | 0             | 0             | 0             | 0+1                  | 0                    | 0                    | 0                    | 26       | 1      | 4           | 2          |
| Cai Huikang              | 25           | 0            | 2            | 1            | 2             | 0             | 0             | 0             | 0+1                  | 0                    | 0                    | 0                    | 28       | 0      | 2           | 1          |
| Chen Wei                 | 1            | -2           | 0            | 0            | 0             | 0             | 0             | 0             | 0                    | 0                    | 0                    | 0                    | 1        | -2     | 0           | 0          |
| Feng Jin                 | 3            | 0            | 1            | 0            | 1             | 0             | 0             | 0             | -                    | -                    | -                    | -                    | 4        | 0      | 1           | 0          |
| Haliq Ablaham            | 1            | 0            | 0            | 0            | 0             | 0             | 0             | 0             | -                    | -                    | -                    | -                    | 1        | 0      | 0           | 0          |
| He Guan                  | 5            | 0            | 0            | 0            | 1             | 0             | 0             | 0             | -                    | -                    | -                    | -                    | 6        | 0      | 0           | 0          |
| Lucas João               | 9            | 3            | 1            | 0            | -             | -             | -             | -             | 0+1                  | 0                    | 1                    | 0                    | 10       | 3      | 2           | 0          |
| Issa Kallon              | 23           | 5            | 0            | 0            | 1             | 0             | 0             | 0             | 0                    | 0                    | 0                    | 0                    | 24       | 5      | 0           | 0          |
| Li Ang                   | 21           | 1            | 2            | 0            | 1             | 0             | 0             | 0             | 0                    | 0                    | 0                    | 0                    | 22       | 1      | 2           | 0          |
| Li Shenglong             | 11           | 3            | 0            | 0            | 1             | 1             | 0             | 0             | 0                    | 0                    | 0                    | 0                    | 12       | 4      | 0           | 0          |
| Li Shenyuan              | 4            | 0            | 0            | 0            | 2             | 0             | 0             | 0             | 0                    | 0                    | 0                    | 0                    | 6        | 0      | 0           | 0          |
| Li Shuai                 | 20           | 0            | 5            | 0            | 2             | 0             | 1             | 0             | 0+1                  | 0                    | 0                    | 0                    | 23       | 0      | 6           | 0          |
| Liang Kun                | 0            | 0            | 0            | 0            | 0             | 0             | 0             | 0             | -                    | -                    | -                    | -                    | 0        | 0      | 0           | 0          |
| Liu Xiaolong             | 9            | 0            | 0            | 0            | 1             | 0             | 0             | 0             | 0+1                  | 0                    | 0                    | 0                    | 11       | 0      | 0           | 0          |
| Liu Zhurun               | 1            | 0            | 0            | 0            | 0             | 0             | 0             | 0             | -                    | -                    | -                    | -                    | 1        | 0      | 0           | 0          |
| Lü Wenjun                | 28           | 6            | 2            | 1            | 2             | 1             | 0             | 0             | 0+1                  | 0                    | 0                    | 0                    | 31       | 7      | 2           | 1          |
| Murehemaitijiang Mozhapa | 25           | 1            | 5            | 0            | 2             | 0             | 0             | 0             | 0+1                  | 1                    | 0                    | 0                    | 28       | 2      | 5           | 0          |
| Oscar                    | 30           | 8            | 1            | 0            | 2             | 0             | 0             | 0             | 0+1                  | 0                    | 0                    | 0                    | 33       | 8      | 1           | 0          |
| Paulinho                 | 13           | 3            | 0            | 0            | -             | -             | -             | -             | -                    | -                    | -                    | -                    | 13       | 3      | 0           | 0          |
| Markus Pink              | 15           | 2            | 0            | 0            | 2             | 1             | 0             | 0             | 0+1                  | 1                    | 0                    | 0                    | 18       | 4      | 0           | 0          |
| Matías Vargas            | 22           | 1            | 0            | 0            | 2             | 0             | 0             | 0             | 0+1                  | 0                    | 0                    | 0                    | 25       | 1      | 0           | 0          |
| Xu Xin                   | 23           | 0            | 2            | 0            | 1             | 0             | 0             | 0             | 0+1                  | 0                    | 0                    | 0                    | 25       | 0      | 2           | 0          |
| Wang Shenchao            | 30           | 4            | 3            | 0            | 1             | 0             | 0             | 0             | 0+1                  | 0                    | 0                    | 0                    | 32       | 4      | 3           | 0          |
| Wang Yiwei               | 0            | 0            | 0            | 0            | -             | -             | -             | -             | -                    | -                    | -                    | -                    | 0        | 0      | 0           | 0          |
| Wei Zhen                 | 19           | 1            | 4            | 0            | 2             | 0             | 1             | 0             | 0                    | 0                    | 0                    | 0                    | 21       | 1      | 5           | 0          |
| Wu Lei                   | 30           | 18           | 0            | 0            | 1             | 0             | 0             | 0             | 0+1                  | 0                    | 0                    | 0                    | 32       | 18     | 0           | 0          |
| Yan Junling              | 29           | -28          | 2            | 0            | 2             | -1            | 0             | 0             | 0+1                  | -3                   | 0                    | 0                    | 32       | -32    | 2           | 0          |
| Yang Shiyuan             | 13           | 0            | 3            | 0            | 1             | 0             | 0             | 0             | 0+1                  | 0                    | 1                    | 0                    | 15       | 0      | 4           | 0          |
| Yu Hai                   | 5            | 0            | 0            | 0            | 1             | 0             | 0             | 0             | 0                    | 0                    | 0                    | 0                    | 6        | 0      | 0           | 0          |
| Zhang Huachen            | 1            | 0            | 0            | 0            | 0             | 0             | 0             | 0             | -                    | -                    | -                    | -                    | 1        | 0      | 0           | 0          |
| Zhang Linpeng            | 25           | 0            | 5            | 0            | 0             | 0             | 0             | 0             | 0+1                  | 0                    | 0                    | 0                    | 26       | 0      | 5           | 0          |